# Sipoonkorpi Nationalpark
Sipoonkorpi Nationalpark (finsk: Sipoonkorven kansallispuisto, svensk: Sibbo storskogs nationalpark) er en nationalpark i Finland. Den blev oprettet den 2. marts 2011, og har et areal på 18.57 km2. Den ligger i kommunerne Helsinki, Vantaa og Sipoo.
Området er hovedsageligt dækket af granskov, sumpe og kulturlandskab. Den lille flod Byabäcken, der er hjemsted for en rig fuglepopulation, strømmer gennem Sipoonkorpi.